# والنتین تروخیلو
والنتین تروخیلو (انگلیسی: Valentín Trujillo; ۲۸ مارس ۱۹۵۱ – ۴ مهٔ ۲۰۰۶) بازیگر اهل مکزیک بود.